# مارك دامور
مارك دامور هو لاعب هوكي الجليد كندي، ولد في 29 مايو 1961 في غريتر سودبوري في كندا.

## وصلات خارجية
- مارك دامور على موقع دوري الهوكي الوطني (الإنجليزية)
- مارك دامور على موقع قاعة مشاهير الهوكي (لاعب أن.إتش.أل) (الإنجليزية)
- مارك دامور على موقع EliteProspects.com (الإنجليزية)
- مارك دامور على موقع HockeyDB.com (الإنجليزية)
- مارك دامور على موقع Hockey-Reference.com (الإنجليزية)